# لويس ميرفي
لويس ميرفي (بالإنجليزية: Louis Murphy)‏ هو لاعب كرة قدم أمريكية أمريكي، ولد في 11 مايو 1987 في سانت بيترسبرغ في الولايات المتحدة.

## وصلات خارجية
- لويس ميرفي على موقع الاتحاد الدولي لألعاب القوى (الإنجليزية)
- لويس ميرفي على موقع مرجع كرة القدم المحترفة.كوم (الإنجليزية)